# بريان رينولدز (لاعب كرة قدم)
بريان رينولدز (بالإنجليزية: Bryan Reynolds)‏ هو لاعب كرة قدم أمريكي، ولد في 28 يونيو 2001. لعب مع نادي دالاس و حاليا يلعب لنادي روما الإيطالي.

## روابط خارجية
- بريان رينولدز على موقع الدوري الأمريكي (الإنجليزية)
- بريان رينولدز على موقع قاعدة بيانات كرة القدم.إي يو (الإنجليزية)
- بريان رينولدز على موقع ليكيب (الفرنسية)
- بريان رينولدز على موقع ناشيونال فوتبول تيمز (الإنجليزية)
- بريان رينولدز على موقع Soccerway.com (الإنجليزية)
- بريان رينولدز على موقع عالم كرة القدم.نت (الإنجليزية)